# Daube (Lohmen)
Daube ist ein Ortsteil der sächsischen Gemeinde Lohmen.

## Allgemein

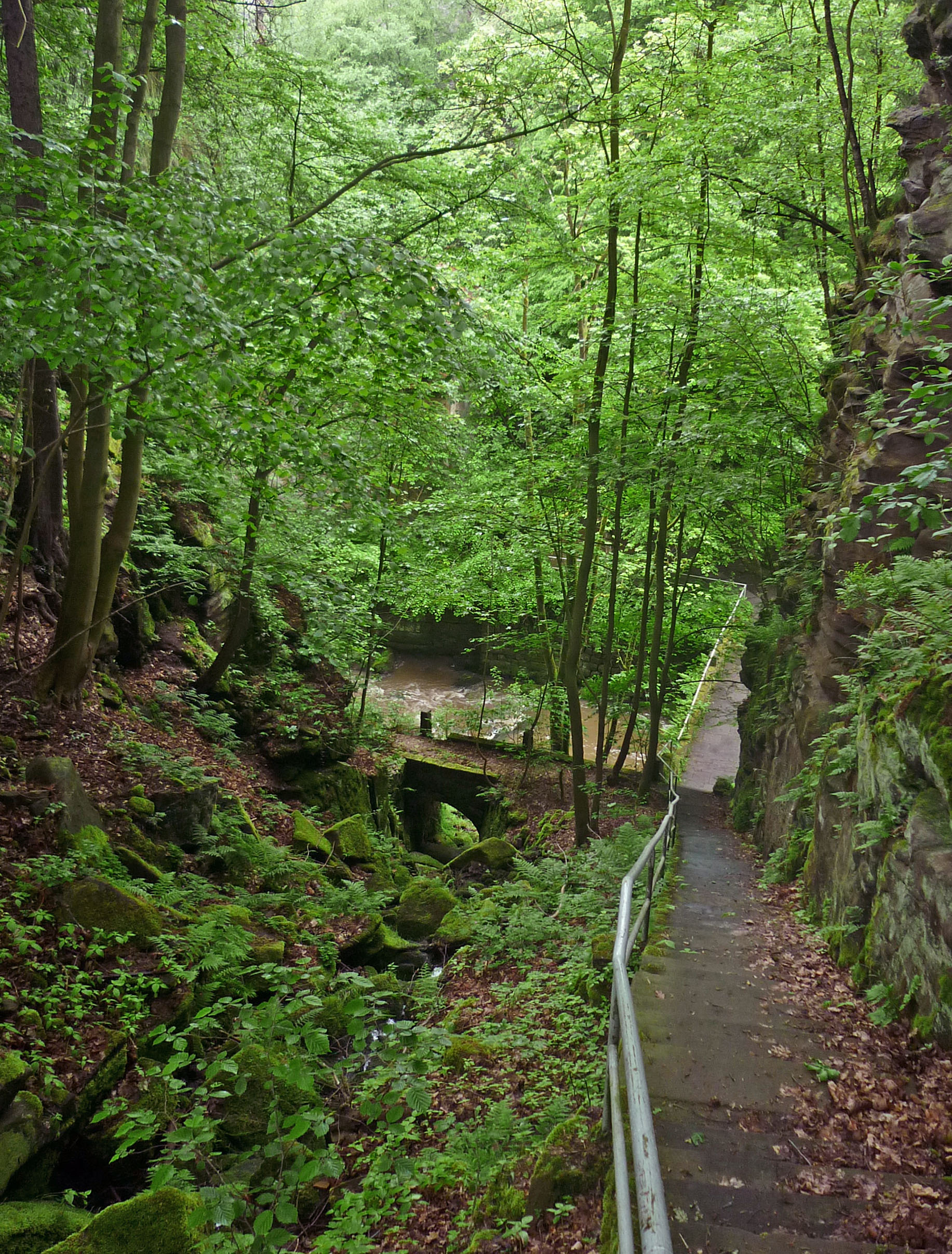
Abstieg von Daube in den Liebethaler Grund

Daube liegt oberhalb des Liebethaler Grundes, es hat einen Abstieg in diesen. Der Ort hat 74 Einwohner, wobei Senioren die deutliche Mehrheit ausmachen. Daube hat die ungefähre Siedlungsform eines Rundlings. Im Dauber Fall liegt in der Mitte des Dorfes ein Löschwasserteich.

## Geschichte
Daube wurde 1378 als Villa Dube erstmals erwähnt. Der Name leitet sich mit hoher Wahrscheinlichkeit aus dem Slawischen her (dub = Eiche). Über verschiedene Schreibweisen, z. B. Dawbe, entstand das heutige Daube. Seit altersher ist das Dorf nach Lohmen eingepfarrt. 1547 gehörte es zum Hohnsteiner Amt. Zu Beginn des 20. Jahrhunderts lebten in Daube 72 Menschen.
Ein beliebtes Ausflugsziel war die Daubemühle. Ihre erste urkundliche Erwähnung erfolgte 1465. Im Laufe der Zeit wurde die ursprüngliche Mahlmühle zur Graupenmühle und schließlich in eine Holzstofffabrik umgewandelt. August Schumann schrieb 1817, diese Mühle „bildet eine malerische Partie, welche weit mehr Freundliches hat als die Lochmühle“. Doch schon bald hatte diese der Daubemühle den Rang abgelaufen. Weiter heißt es: „Zwischen beiden Mühlen springt eine Felsenecke vor, wo man die Rabenteufel in neuer Gestalt erblickt.“ Auf diesem Felsen soll einst das Vorwerk der Herren von Daube gestanden haben. Die ehemalige Gaststätte „Lochmühle“ steht heute als Ruine. In der Daubemühle ist neben der Wasserkraftanlage eine Gaststätte zu finden.
Am 20. Juni 1957 wurde Daube nach Doberzeit eingemeindet. 1969 kam es mit dieser Gemeinde zu Lohmen eingemeindet.

## Kulturdenkmale
In der Liste der Kulturdenkmale in Lohmen (Sachsen) sind für Daube zehn Kulturdenkmale aufgeführt.